# Erga omnes

Erga omnes est une locution latine, généralement utilisée en droit et signifiant : « À l’égard de tous ».
On dit ainsi qu’une décision juridique a autorité de chose jugée erga omnes, opposable à tous, et non uniquement à l'égard des parties prenantes (appelé lui effet inter partes). Le terme s'oppose donc par exemple à une obligation contractuelle, qui ne s'impose qu'aux signataires du contrat.

## Histoire
Le terme devient célèbre lors de son utilisation par la Cour internationale de justice en 1970, dans l'affaire de la Barcelona Traction (en). Sa première utilisation recensée remonte cependant à plus d'une dizaine d'années avant. Il apparaît dans un article de 1956 écrit par l'avocat belge Henri Rolin. Il écrivait ainsi que « si on désire à toute force rechercher l’intérêt dont s’inspireront les requêtes gouvernementales, on constatera qu’il ne sera parfois pas autre que celui que leurs auteurs prétendront avoir à ce que les engagements soient respectés […] erga omnes ; en d’autres mots, il se confondra en pareil cas avec l’intérêt général ».

## Applications

### En droit national
En droit français, les décisions des juges du fond (de l'ordre administratif ou judiciaire) ne bénéficient généralement que de l'autorité relative de la chose jugée. A l'inverse, les arrêts rendus par les juridictions suprêmes de chaque ordre, donc la Cour de Cassation et le Conseil d'État, ont un effet erga omnes, leurs interprétations pouvant servir à motiver des décisions postérieures rendues par les juges du fond. De la même manière, les décisions d'abrogation d'une loi par le Conseil Constitutionnel à la suite d'une demande de Question Prioritaire de Constitutionnalité (QPC) ont par définition un effet erga omnes, la loi étant abrogée pour tous. 
Les arrêts de rejet du conseil d’État n'ont qu'une autorité relative, et ne valent donc pas erga omnes. 

### En droit international
En droit international, un droit erga omnes est un droit que toute nation peut revendiquer, indépendamment des traités qu'ils auraient pu signer pour eux-mêmes (notamment pour les résidents sur son sol ou ses nationaux, dès lors qu'ils auraient été lésés dans un pays ayant signé ces mêmes traités). Un pays a ainsi le droit de s'opposer à tout acte de piraterie, de génocide, d'esclavage, de torture, ou de discrimination raciale, commis sur son sol par un ressortissant d'un pays ne condamnant pas ces actes, ou commis en dehors de son sol contre un de ses ressortissants dans un pays condamnant ces actes, sans même avoir à porter l'affaire dans sa propre juridiction.
Ce concept a été reconnu par la Cour internationale de justice, lors de sa décision dans l'affaire Barcelona Traction (en) opposant en 1970 la Belgique à l'Espagne (où les principales parties lésées par une décision de justice espagnole étaient de nationalité belge, mais actionnaires d'une société légalement établie au Canada et pour laquelle l'Espagne refusait de reconnaitre la légalité de leurs intérêts et leur protection diplomatique par la Belgique lors des recours judiciaires présentés en Espagne). La CIJ reconnait dans cet arrêt le droit à la protection diplomatique erga omnes des droits des personnes physiques et morales par le pays correspondant à leur propre nationalité ou leur pays de résidence légale, quel que soit leur lieu de résidence légale ou celui de leurs intérêts.